# Walford (Herefordshire)
Walford is een civil parish in het bestuurlijke gebied Herefordshire, in het Engelse graafschap Herefordshire.